# Tropicollesis albiceris
Tropicollesis albiceris là một loài bướm đêm trong họ Geometridae.